# Beżanowo (obwód Łowecz)
Beżanowo (bułg. Бежаново) – wieś w północnej Bułgarii, w obwodzie Łowecz, w gminie Łukowit.
Leży nad rzeką Kamenica i nad bagnami Witskimi. W miejscowości znajduje się cerkiew